# Doliolina resistibile
Doliolina resistibile är en ryggsträngsdjursart som först beskrevs av Neumann 1913.  Doliolina resistibile ingår i släktet Doliolina och familjen tunnsalper.
Artens utbredningsområde är Södra Ishavet. Inga underarter finns listade i Catalogue of Life.